# Hemigaleidae
Hemigaleidae es una familia de elasmobranquios selacimorfos del orden Carcharhiniformes.

## Taxonomía
Incluyen cuatro géneros géneros y 8 especies:
- Chaenogaleus Gill, 1862[2][3]
- Hemigaleus Bleeker, 1852[4][5]
- Hemipristis Agassiz, 1843[6][7]
- Paragaleus Budker, 1935[8][9]